# Domenico Fiasella
Domenico Fiasella (né le 12 août 1589 à Sarzana et mort le 19 octobre 1669  à Gênes) dit le Sarzana est un peintre italien du XVIIe siècle de l'école génoise.

## Biographie
Domenico Fiasella naît d'une famille originaire de Vicino Borgo di Trebiano, d'un père, Giovanni Fiasella, argentier à Sarzana dont on n'a conservé aucune œuvre.
Domenico Fiasella montre une inclination pour la peinture, d'abord dans le style d'Andrea del Sarto. Lié  avec l'évêque de Sarzana, Mgr Salvago, il en reçoit la recommandation pour travailler à Gênes dans l'atelier  de Giovanni Battista Paggi, bien connu du prélat.
Après ces débuts en peinture, il part  à Rome, où il séjourne de 1607 à 1616 en exécutant, parmi d'autres, quelques toiles pour Vincenzo Giustiniani.
Là, il voit directement les œuvres de Raphaël, celles de Michel-Ange, du Titien, de Sebastiano del Piombo en ce qui concerne les précédentes générations de la Renaissance, et, pour les contemporaines, celles de Carracci, des Bolonais, des Florentins, du Caravage et d'autres. Il fréquente l'Académie du Nu, fondée en 1577, par une bulle papale de Grégoire XIII ; parmi ses contemporains, il rencontre le hollandais Gerrit van Honthorst, présent à Rome entre 1616 et 1620.
Pour se faire remarquer le jeune peintre sarzanais recourt à un expédient : il pose son tableau, la Natività del Signore, sans nom mais bien en vue dans une exposition à Santa Maria della Scala. Le tableau est vu et apprécié de Guido Reni.
Par Orazio Gentileschi, il devient ami du marquis genovese Vincenzo Giustiniani, le protecteur du Caravage et, en 1617, il retourne en Ligurie, à Sarzana.
Il peint la Madonna con San Lazzaro pour la paroissiale de San Lazzaro près de Sarzana, et les Adorazione dei Pastori, un nocturne, pour l'église de San Francesco à Sarzana, pour lequel il reprend l'idée  du Caravage (une toile maintenant à la pinacothèque de Dresde) dont l'influence du style et de celui de Gentileschi le fera distinguer des autres peintres génois, comme les frères Giovanni et Giovanni Battista Carlone.

## Œuvres

### À Sarzana
- Madonna con San Lazzaro (1616), église paroissiale San Lazzaro près de  Sarzana
- Adorazione dei Pastori (1607-1615), église San Francesco
- Santi Nicola, Lazzaro e Giorgio (1626), cathédrale
- Santi Lucia, Barbara, Apollonia (1626), cathédrale

```
 Samson et Dalila
```

### À Gênes
- Fresques de l'histoire  d'Esther devant Ahasuerus, (1618), Palazzo Patrone
- Il Martirio di Santa Barbara (1622), église San Marco
- L'Assunzione della Vergine (1632), Santuario di N.S. del Monte
- Fresques de la Basilica della Santissima Annunziata del Vastato
- San Tommaso di Villanova, Nostra signora della Consolazione
- la Natività della bottega, église Santo Stefano de Casella

### Dessins et projets
- Autel et statue de la  Vierge, chapelle du  Palazzo Ducale de Gênes (1632)
- Statue de la Vierge, pour  la Porta Pila (1637).